# Cidade das Artes e das Ciências
L’Hemisfèric 

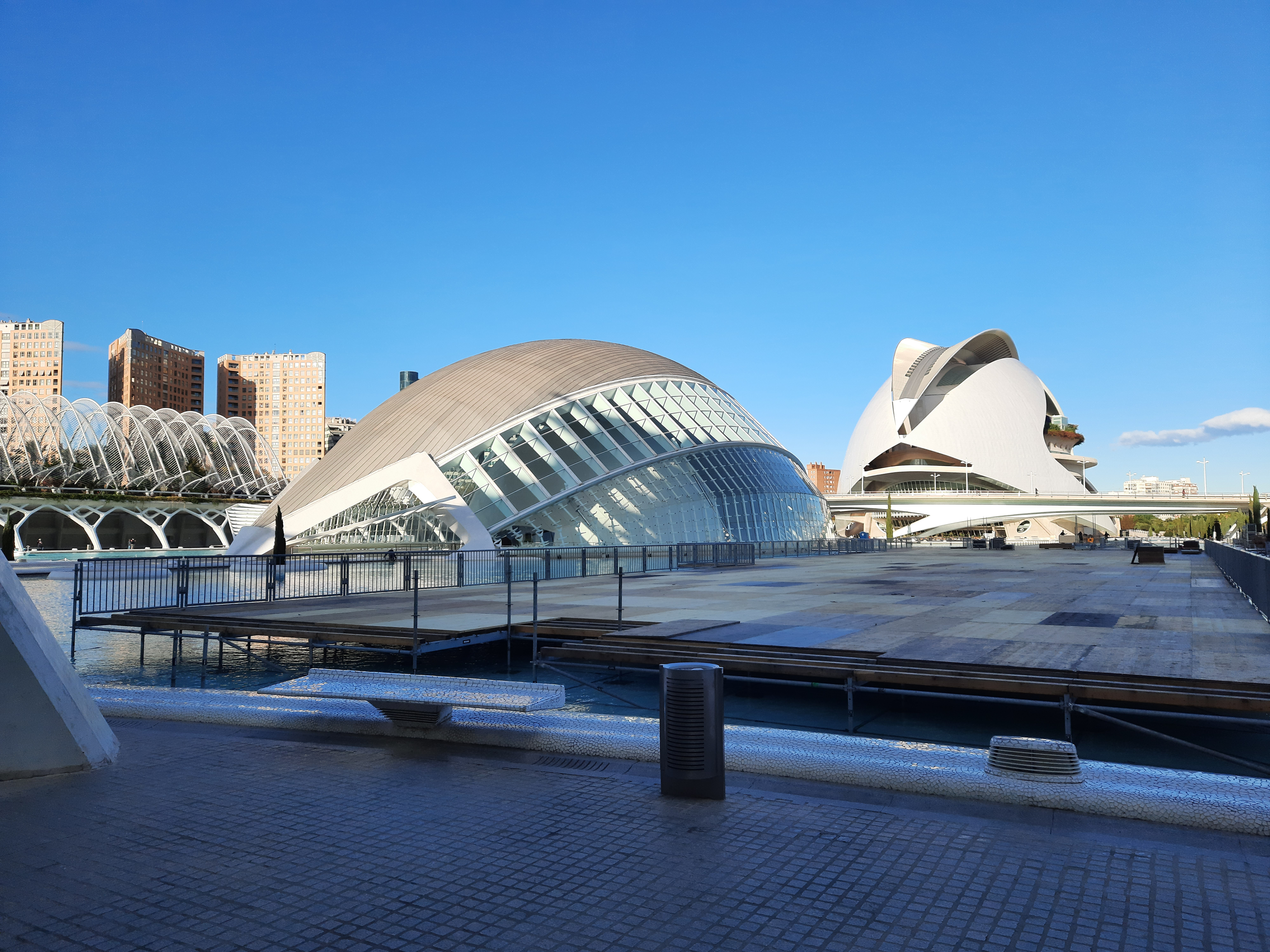
Imagem do L’Hemisfèric, uma sala de cinema. Com uma arquitetura de um olho.

A Cidade das Artes e das Ciências (em valenciano: Ciutat de les Arts i les Ciències) é um complexo arquitetónico, cultural e de entretenimento existente na cidade de Valência, em Espanha.
Desenhado por Santiago Calatrava e Félix Candela, o projeto começou a ser executado em Julho de 1996 e inaugurado em 16 de Abril de 1998. O último componente da Cidade, El Palau de les Artes Reina Sofía, foi inaugurado a 9 de Outubro de 2005.

## Edifícios
O complexo é formado pelas seguintes construções (em ordem de inauguração):
- L'Hemisfèric - Imax Cinema, Planetário e Laserium. Com aproximadamente 13 000 m²
- El Museu de les Ciències Príncipe Felipe - Museu interativo de ciências, ocupa aproximadamente 40 000 m² em três pisos.
- L'Umbracle - trilha de caminhada com plantas selvagens, conta também com uma galeria de arte com esculturas de artistas contemporâneos.
- L'Oceanogràfic - o maior aquário oceanográfico da Europa, com 110 000 m² e com 42 milhões de litros de água.
- El Palau de les Arts Reina Sofía - casa de ópera e apresentações de artes. Contém quatro grandes salões: Salão Principal, Salão Magisterial, Anfiteatro e Teatro de Câmera.
- El Puente de l'Assut de l'Or - ponte que liga o lado sul com a rua Menorca, cujo pilar de 125 metros de altura é o ponto mais alto da cidade.
- A Praça Principal - uma praça coberta, atualmente em construção, onde serão realizados concertos e eventos esportivos.
- As Torres de Valência, Castellón e Alicante - parte de um projeto que consiste na construção de três arranha-céus de 308, 226 e 220 metros.[2]

## História
Em 1989, o então Presidente da Generalitat Valenciana, Joan Lerma, aprovou a ideia de José María López Piñero, professor de história da ciência na Universidade de Valência, de construir um museu científico no local onde outrora corria o rio Turia. Lerma confiou a criação de uma equipe para articular melhor o projeto.
Na fase de planejamento, "Cidade das Ciências" foi o nome dado à iniciativa pela comunidade autónoma. Os projetos incluíam uma torre de comunicações de 370 metros de altura, que seria a terceira maior torre do mundo à época; além de um museu inteiramente dedicado às ciências. O custo total da obra foi estimado em cerca de 25 milhões de pesetas.
Logo na fase inicial, entretanto, o projeto foi alvo de controvérsias. O Partido Popular Conservador afirmou que a Cidade das Ciências seria uma "obra de faraós que serviria somente para inflar o ego dos socialistas", que, por sua vez, apoiavam indiretamente a iniciativa. Posteriormente, inúmeros governos do Partido Popular prosseguiram e expandiram o complexo além do projeto original com altos custos, endividando altamente a cidade de Valência.

### Construção e inauguração
Em maio de 1991, o conselho aprovou a desapropriação das terras. Meses após, o projeto arquitetônico foi oficialmente apresentado, de autoria de Santiago Calatrava. A construção teve início em meados do ano de 1994, com algumas alterações do projeto original.
O complexo foi inaugurado em abril de 1998, com a abertura ao público do L'Hemisfèric (Hemisfério). Meses depois, o presidente de Valência, Eduardo Zaplana, inaugurou o Museu de Ciência Príncipe Felipe, com obras ainda em andamento. O museu foi aberto ao público meses depois da inauguração oficial. Em 12 de dezembro de 2012, o L'Oceanographic foi inaugurado tornando-se o maior aquário da Europa. Finalmente, em 8 de outubro de 2005, o Palau de les Arts Reina Sofia foi inaugurado como a casa de ópera de Valência.